# Martha Bernays
Martha Bernays Freud (Hamburgo, 26 de julho de 1861  – Londres, 2 de novembro de 1951) foi a esposa do psicanalista Sigmund Freud nascido na República Checa em Pribor, a época Império Austro-húngaro, vindo a crescer, estudar e trabalhar na Áustria, mais especificamente em Viena, onde desenvolveu boa parte de seu trabalho.
Martha foi a segunda filha de Emmeline e Berman Bernays. Seu avô paterno foi Isaac Bernays, rabino chefe de Hamburgo.
Sigmund Freud e Martha se conheceram em abril de 1882. Após quatro anos de noivado (1882-1886), eles se casaram em 14 de Setembro de 1886.
As cartas de amor trocadas entre Freud e Martha durante seu noivado, de acordo com o biógrafo oficial de Freud, Ernest Jones, que leu todas as cartas, "poderiam ter sido uma grande contribuição para a boa literatura romântica mundial".
Freud e Martha tiveram seis filhos: Mathilde (nascida em 1887), Jean-Martin (nascido em 1889), Oliver (nascido em 1891), Ernst (nascido em 1892), Sophie (nascida em 1893), e Anna (nascida em 1895).